# Jardins du Trocadéro

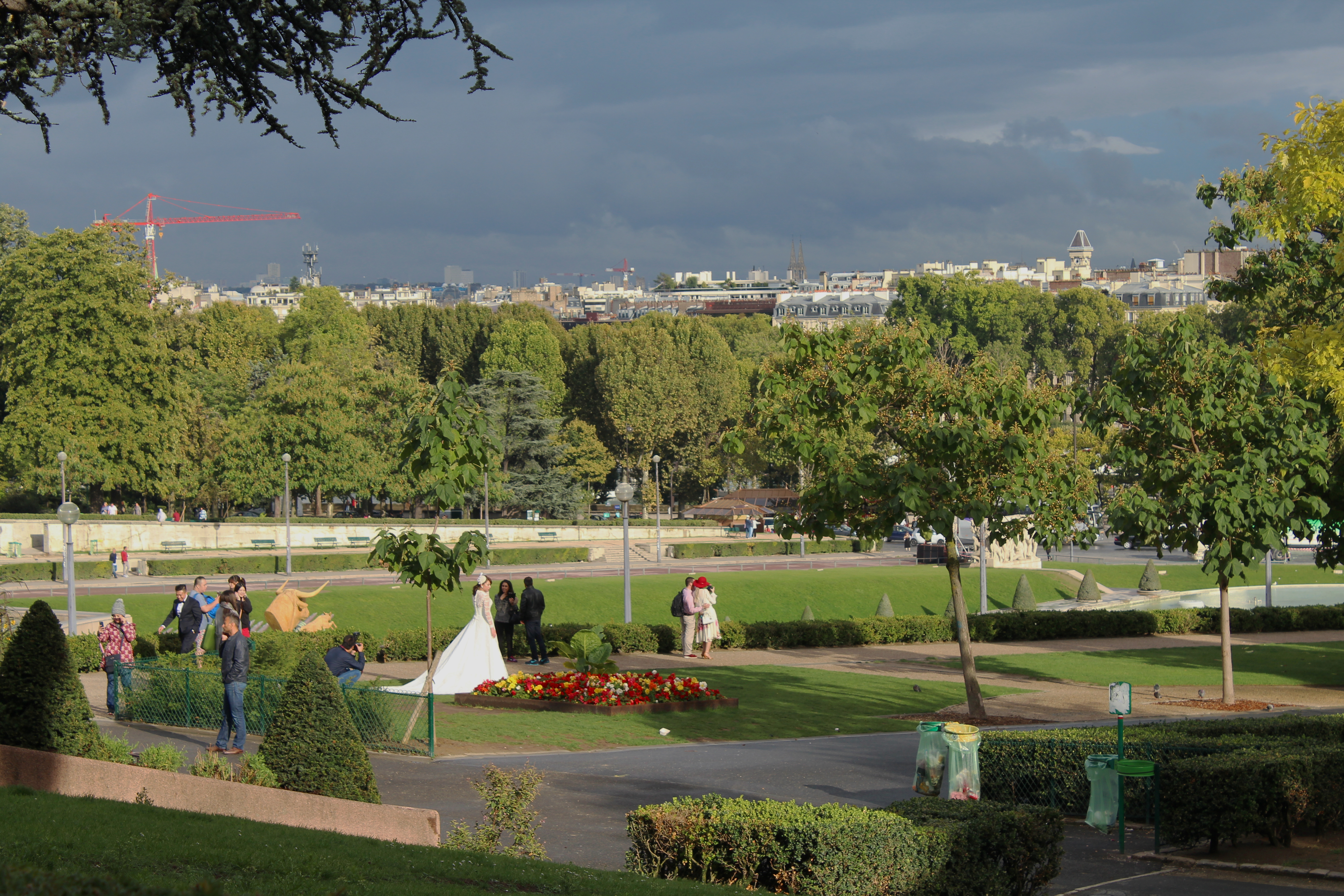
Gezicht op een deel van de Jardins du Trocadéro (in 2015)

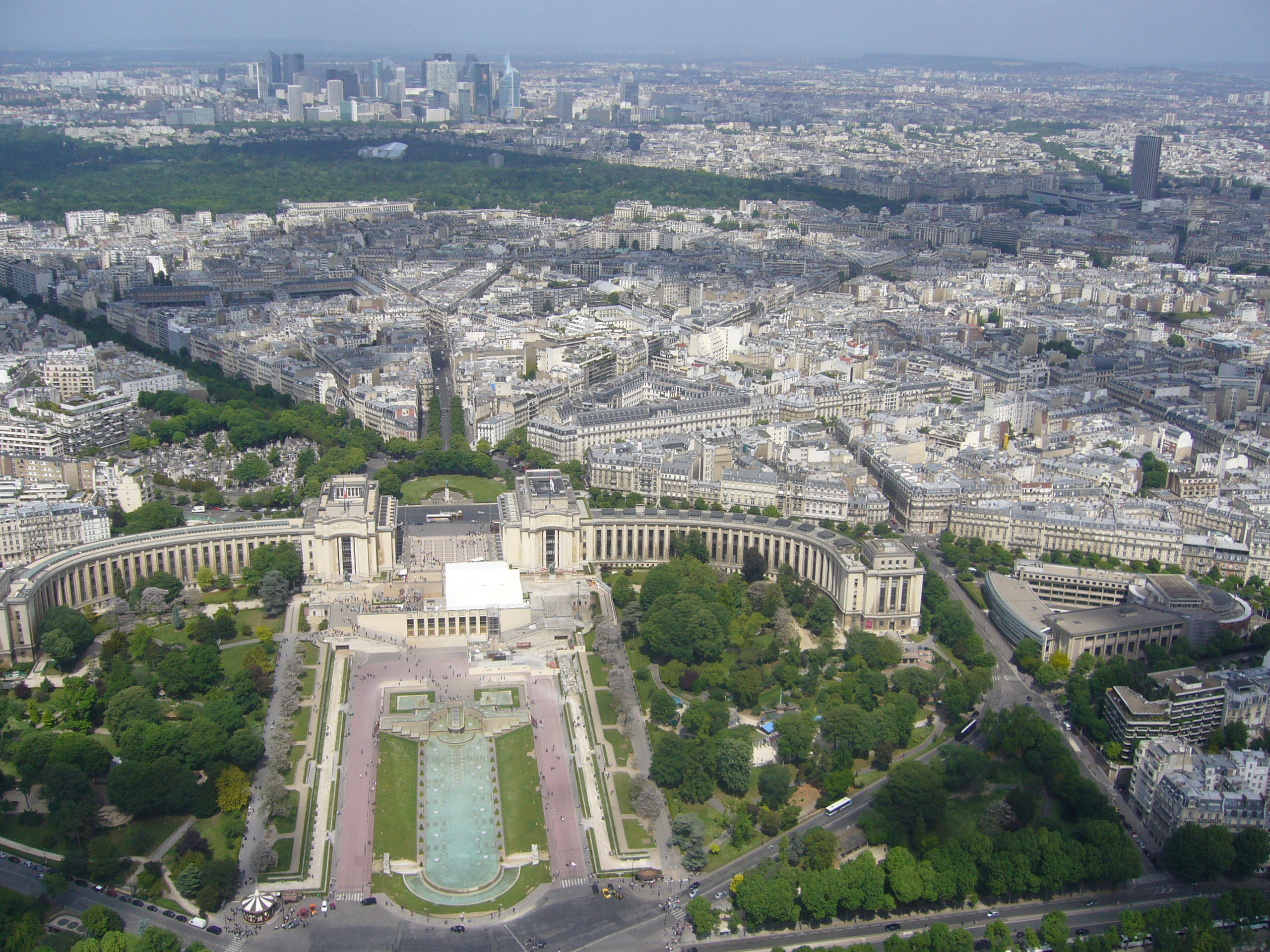
Gezicht vanop de derde verdieping van de Eiffeltoren op de Jardins du Trocadéro en het Palais de Chaillot, met in de verte, nog achter de uitlopers van het Bois de Boulogne, de wijk La Défense

De Jardins du Trocadéro is een grote open ruimte in het 16e arrondissement van Parijs. Het gebied grenst in het noordwesten aan de vleugels van het Palais de Chaillot en in het zuidoosten aan de Seine en de Pont d'Iéna. Het park heeft een oppervlakte van 9,39 hectare. De tuinen werden ontworpen door Jean-Charles Alphand.
De "tuinen" werden aangelegd voor de Wereldtentoonstelling van 1937 op de locatie van het voormalige Palais du Trocadero. Meest opvallende element is de Fontein van Warschau, een rechthoekig bassin met 12 fonteinen die 12 meter hoog water spuiten, en 24 kleinere fonteinen.
Het metrostation Trocadéro is naar het gebied genoemd.

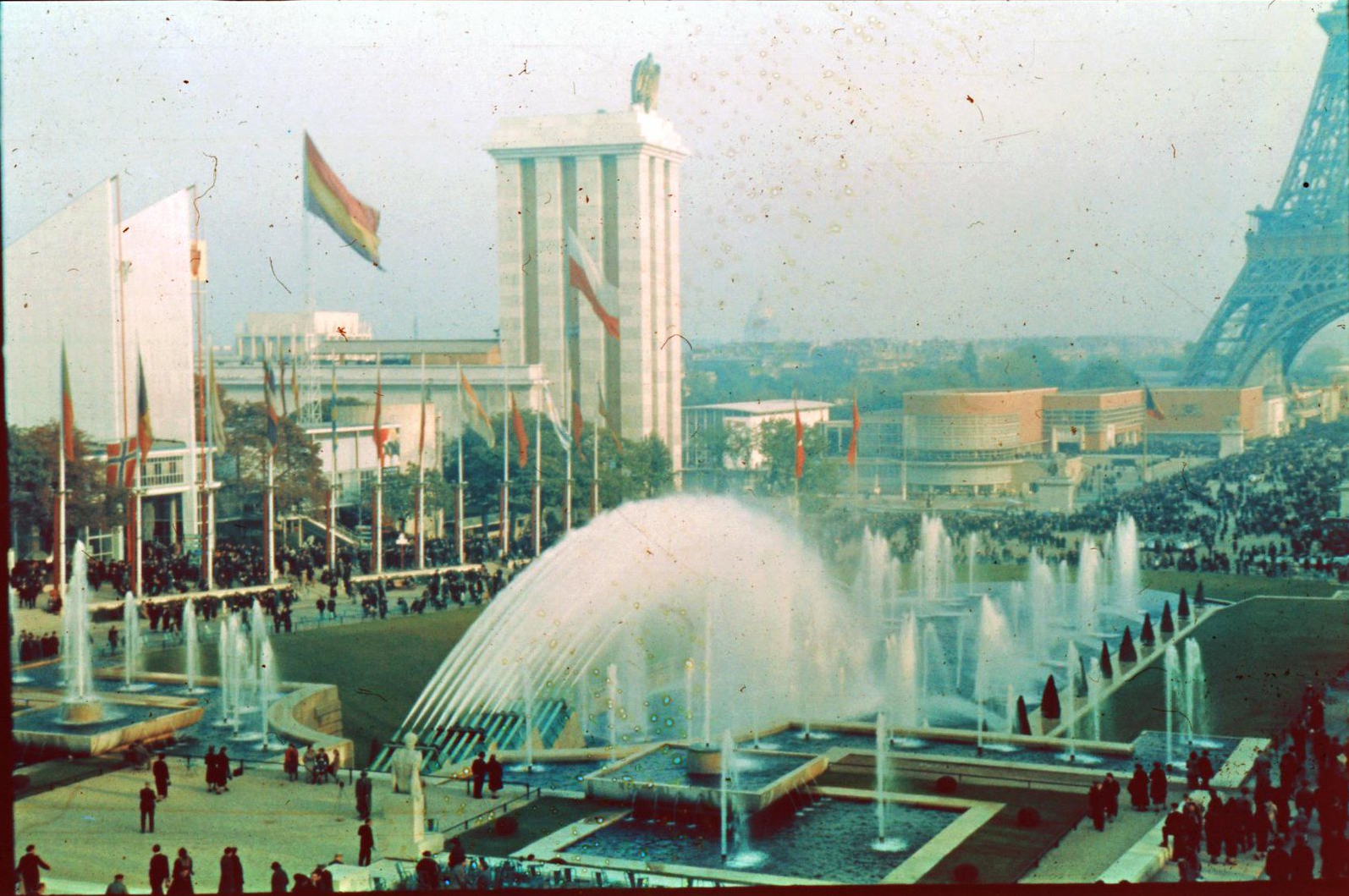
1937
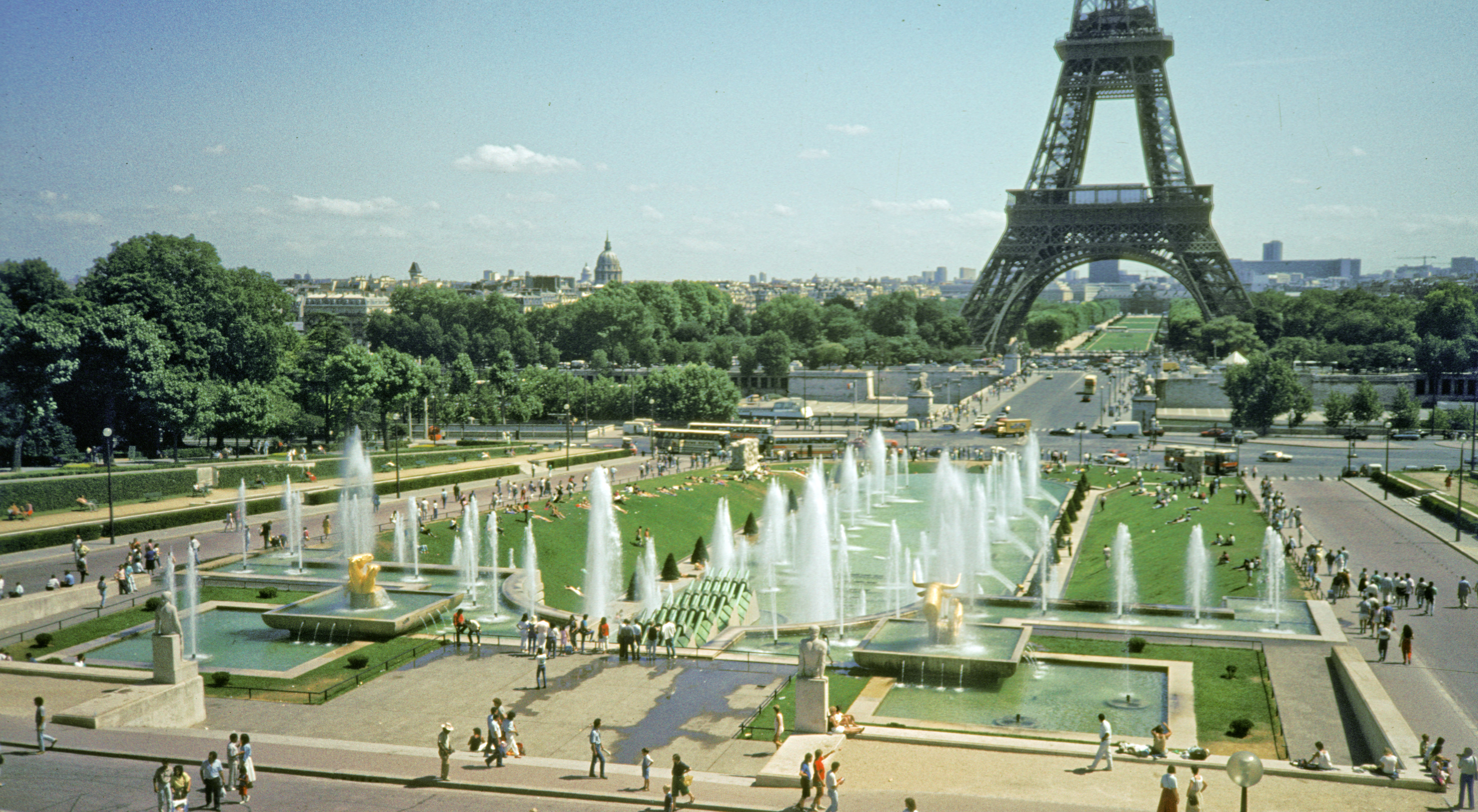
1986
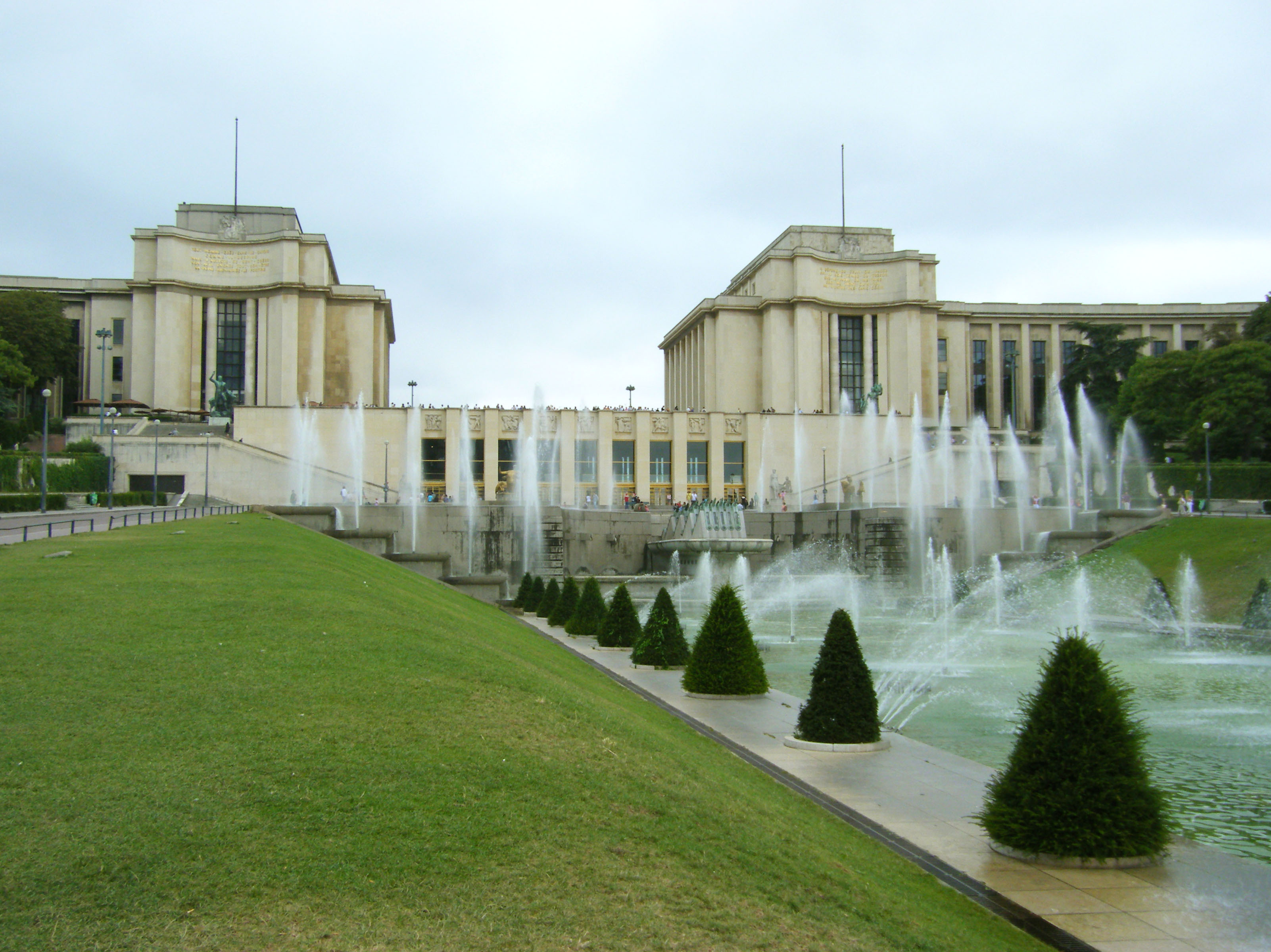
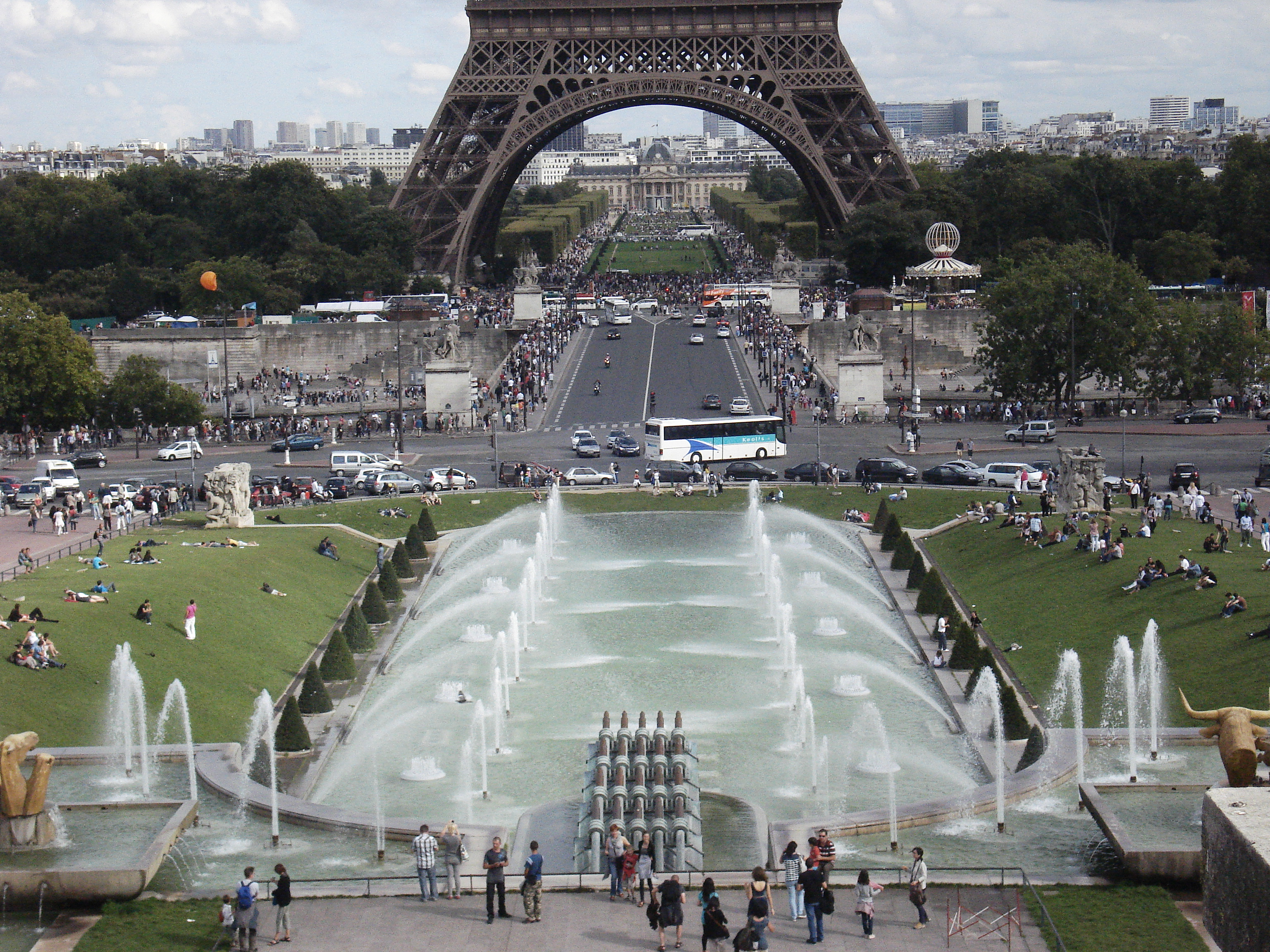
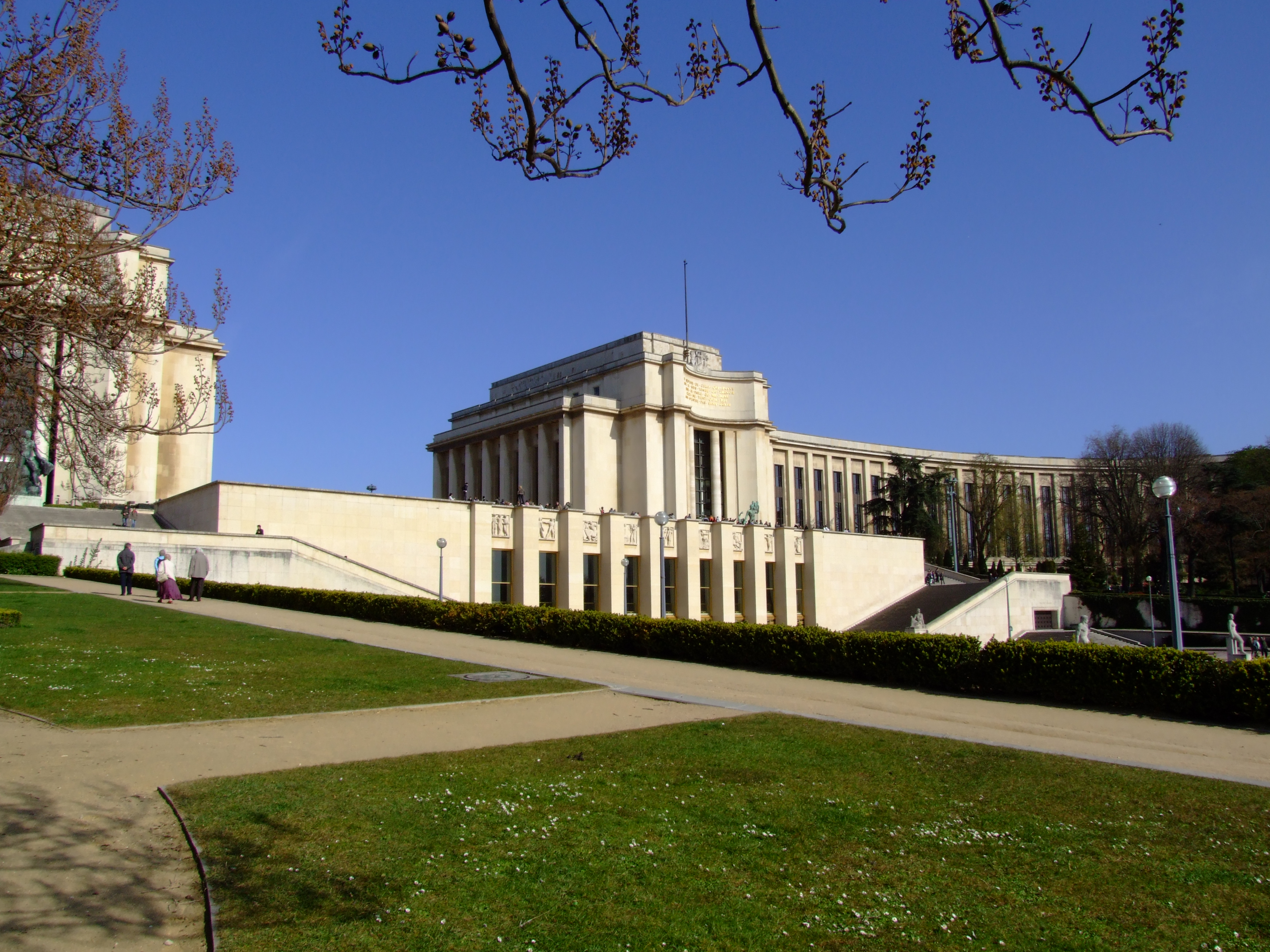

- Virtual International Authority File: 173134972